# Joseph Timchenko
Joseph Andreevich Timchenko (1852–1924) foi um inventor e mecânico ucraniano. Ele concebeu projectores e câmaras de filmar.
Uma rua em Odessa foi baptizada em sua homenagem em 2016.